# Melchor de Mencos
Melchor de Mencos är en ort i Guatemala.   Den ligger i departementet Petén, i den nordöstra delen av landet, 300 km nordost om huvudstaden Guatemala City. Melchor de Mencos ligger 113 meter över havet och antalet invånare är 11 457.
Terrängen runt Melchor de Mencos är kuperad åt sydost, men åt nordväst är den platt. Melchor de Mencos ligger nere i en dal. Runt Melchor de Mencos är det glesbefolkat, med 11 invånare per kvadratkilometer. Det finns inga andra samhällen i närheten. Omgivningarna runt Melchor de Mencos är en mosaik av jordbruksmark och naturlig växtlighet.